# O Brother, Where Art Thou?
O Brother, Where Art Thou? és una pel·lícula d'aventures dirigida el 2000 per Joel i Ethan Coen.
Comença el 1937 al Mississipi durant la Gran Depressió. La pel·lícula explica una història basada en l'Odissea d'Homer, protagonitzada per George Clooney, John Turturro, Tim Blake Nelson, John Goodman, Holly Hunter i Charles Durning. Després que el director experimentés dificultats en intentar fer un drama, decideix que les pel·lícules de comèdia són de més valor que les pel·lícules de drama. Tanmateix la pel·lícula dels germans Coen també té el to i les imatges del realisme de L'Era de la Depressió, entrellaçats amb un toc de comèdia.
La banda sonora, d'arrel americana, va guanyar el Grammy a l'àlbum de l'any el 2001.

## Argument
Ulysses Everett McGill conegut com a Everett (George Clooney), Pete (John Turturro) i Delmar O'Donnel (Tim Blake Nelson) s'escapen d'una presó disposats a recuperar 1,2 milions de dòlars procedents d'un robatori d'un cotxe que Everett va soterrar abans d'haver estat pres.
Tenen només quatre dies per trobar-lo abans que la vall en la qual està amagat el tresor sigui inundada per crear el Llac Arkabutla com a part d'un nou projecte hidroelèctric. Al principi de la seva fuga, troben un cec que viatja sobre un cotxe de pilot manual i viatgen amb ell, que els pronostica el futur, en una similitud a l'oracle de l'Odissea d'Homer.
Quan passen per un riu, Pete i Delmar se senten atrets per la idea del baptisme. Com que el viatge segueix, acompanyaran un jove guitarrista anomenat Tommy Johnson. Quan li pregunten per què era en una carretera en mig del no-res. Tommy els explica que ha venut la seva ànima al diable a canvi de la capacitat de poder tocar la guitarra.
Tommy, que busca una cadena de ràdio per poder tocar la guitarra com bon músic i guanyar diners, explica als tres homes que si s'apunten en guanyaran també. Llavors acompanyen Tommy i enregistren el disc amb el nom del grup The Soggy Bottom Boys (els nois amb el cul mullat), on la cançó "Man of Constant Sorrow" es fa famosa a tot l'Estat.
Després de ser reconegut el cotxe de Tommy amb els tres forasters, se separen i els fugitius continuen les seves aventures. De totes les trobades, una de les més notables és la de les tres sirenes, que els sedueixen i els hipnotitzen (de manera similar a l'Odissea), en la qual transformen Pete en una granota. Una altra trobada és quan coneixen Dan Teague Gran, cec d'un ull (similar amb el Cíclop de l'Odissea d'Homer).
Everett i Delmar arriben a la ciutat natal del primer, només per trobar la dona d'Everett, Penny (Holly Hunter), que està promesa amb Vernon T. Waldrip, director de la campanya política a governador d'Homer Strokes.
Ella rebutja tornar amb Everett i se n'avergonyia tant que fins i tot havia mentit a les seves filles, dient que havia estat atropellat per un tren. Mirant una pel·lícula, Everett i Delmar descobreixen que Pete encara és viu, i decideixen anar a salvar-lo.
Després, Everett explica que mai hi havia hagut cap tresor, que només ho havia dit perquè volia ajuda per escapar i així podria tornar amb la seva dona. Pete s'enfada amb el que li diu Everett, principalment perquè ara li han augmentat la condemna a 50 anys.
Els personatges principals troben per casualitat una munió de gent enfurida.
Com Everett es baralla amb Pete, per casualitat troben un grup del Ku Klux Klan, que han trobat a Tommy i estan a punt de penjar-lo. Els tres es disfressen i planegen un rescat. Big Dan, un dels homes del Klan, revela les seves identitats, i el caos continua. Els tres homes escapen amb Tommy, tallant una de les grans creus ardents, que cau sobre el grup del Klan, entre els quals es troba Big Dan (un altre cop, l'Odissea surt a escena, on Ulisses crema amb una vara l'ull del Cíclop).
Everett convenç Pete, Delmar, i Tommy que els ajudi a tornar a conquerir el cor de la seva dona. Ells assisteixen a un sopar de campanya de Stokes en el que ella també assisteix, disfressats de músics. Everett tracta de convèncer a la seva dona dient que ell és el mateix, però ella diu que no. El grup improvisa una actuació musical durant la qual la gent els reconeix com els The Soggy Bottom Boys, i embogeixen.

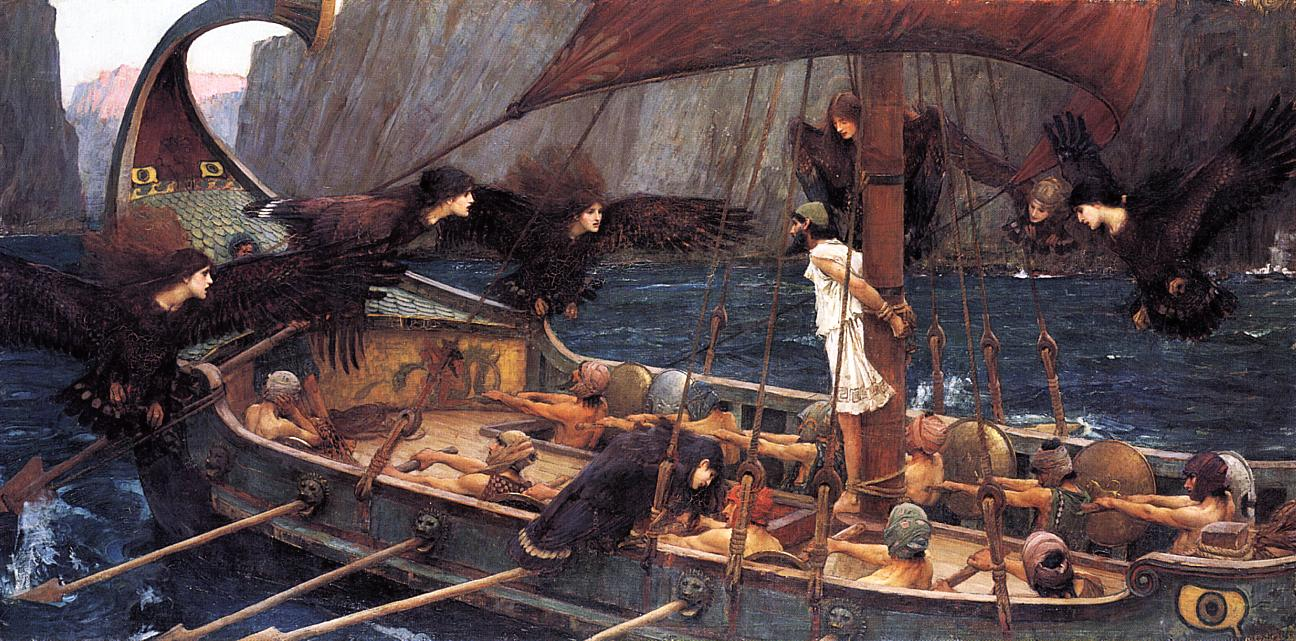
Odisseu i les sirenes.

Stokes, els reconeix com el grup que va deshonrar l'Estat, fa parar la música amb crits i bufades, fent enfadar la gent. Després que els revelés les seves opinions racistes, la gent no hi està d'acord. Pappy O'Daniel, el governador de l'Estat, aprofita l'oportunitat i dona suport als quatre homes, concedint-los un ple perdó a tots, mentre l'esdeveniment sencer s'està enregistrant i s'emet per ràdio.
Penny accepta tornar amb Everett, però ella exigeix que ell trobi el seu anell si vol que es tornin a casar. Aquesta sèrie d'esdeveniments és similar a la tornada d'Odisseu a Ítaca.
Llavors els homes van en busca de l'anell a la vall, mentre queden poques hores perquè sigui ple d'aigua. Però quan hi arriben la policia els troba i els arresta amb la intenció de penjar-los, encara que els hagin dit que els perdonaven. Els policies no saben si creure'ls i opten per penjar-los. De sobte, la vall s'inunda i es salven de la forca. Tommy troba l'anell sobre un escriptori, que està flotant a la nova vall, i els quatre tornen a la ciutat.

## Repartiment

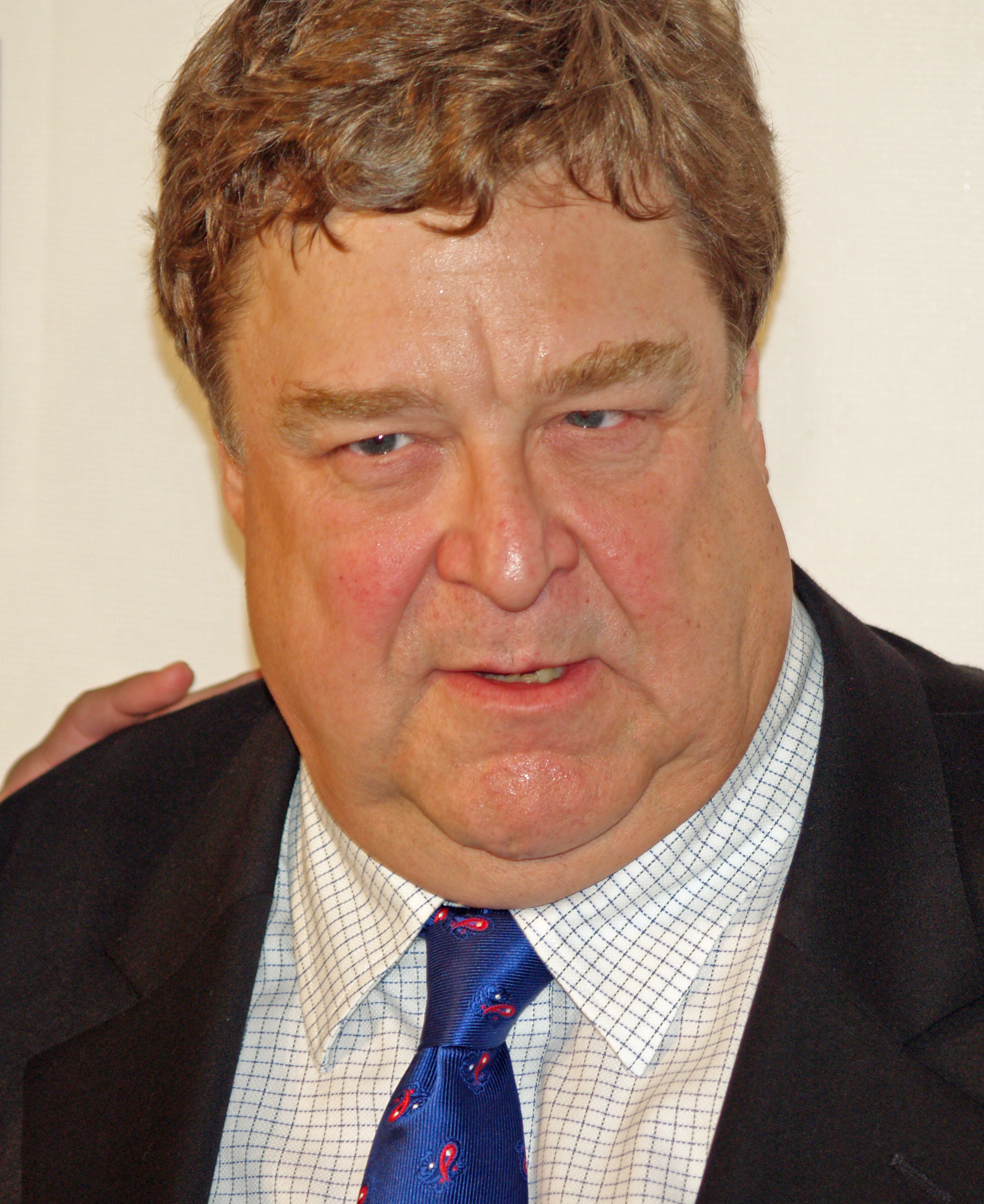
John Goodman interpreta Big Dan Teague.

- George Clooney: Everett
- John Turturro: Pete
- Tim Blake Nelson: Delmar
- John Goodman: Big Dan Teague
- Holly Hunter: Penny
- Chris Thomas King: Tommy Johnson
- Charles Durning: Pappy O'Daniel
- Michael Badalucco: George Nelson
- Wayne Duvall: Homer Stokes
- Ed Gale: The Little Man

## Semblances amb l'Odissea d'Homer

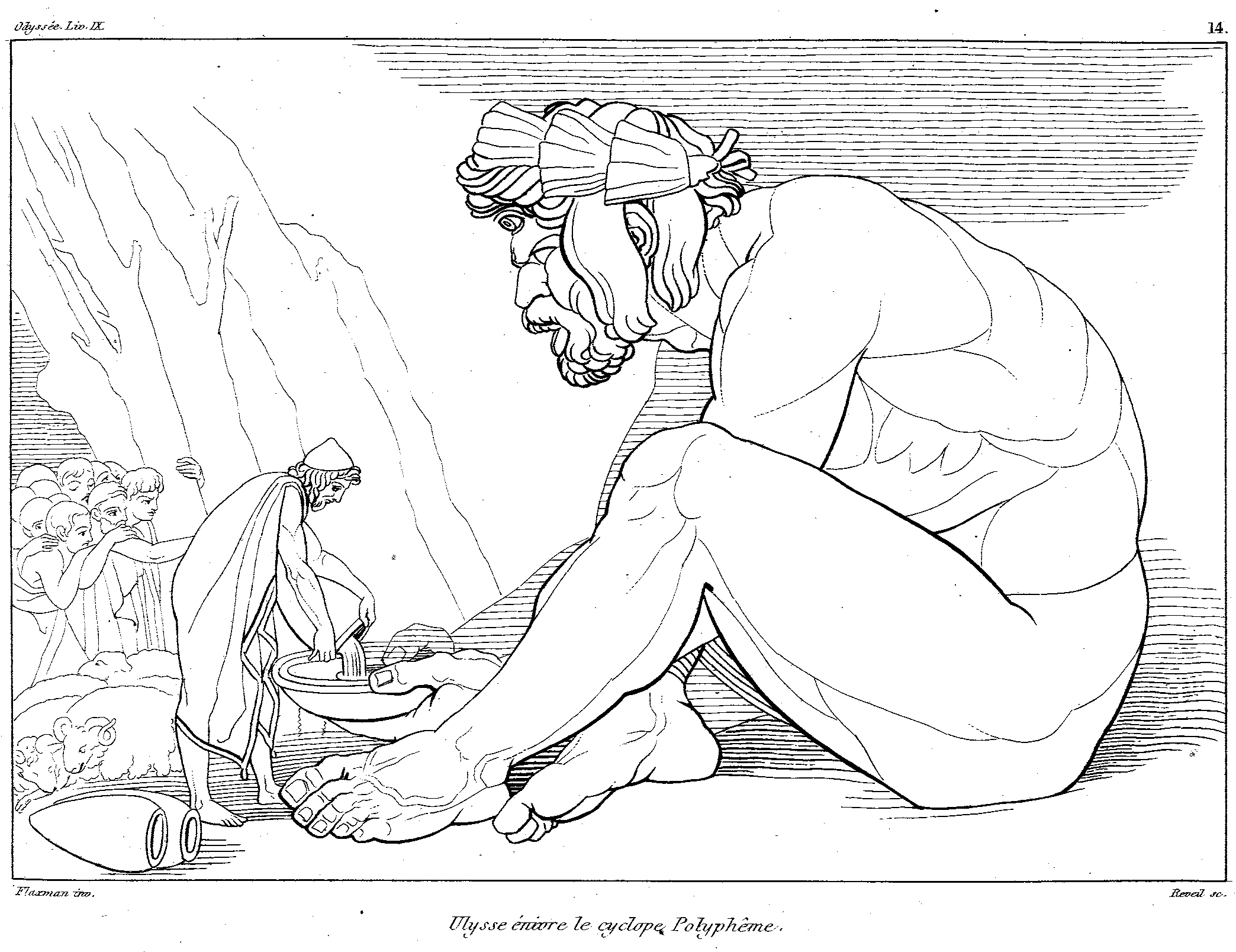
El cíclop Polifem rebent el vi d'Odisseu.

- L'home vell sobre la vagoneta de ferrocarril és el més probable una il·lusió de Tirèsies, que va profetitzar les proves i les aventures del viatge d'Odisseu tornant casa quan Odisseu ho va visitar a l'Hades. L'Hades aquí és representat per la cadena de presoners, que els nostres herois eviten.
- El xèrif despietat és anàleg al déu Posidó, que turmenta Odisseu i perllonga el seu viatge a casa.
- El lloc dels viatgers al graner de Hogwallop i el perillós curs d'Odisseu ente Escil·la i Caribdis, quan Everett crida: -Maleït! Estem en un lloc molt ajustat! Això també pot estar relacionat amb el perill d'Odisseu a la cova del Cíclop Polifem.
- Hi ha una aparició de gent que vol ser batejada, de manera molt similar a l'Odissea, amb els Somiadors de l'Odissea.
- Un cop, a la pel·lícula, Jorge Nelson, dispara a un ramat de vaques. Els companys d'Odisseu maten a les vaques del Déu Heli; Odisseu adverteix als seus companys contra la matança de les vaques sagrades. A causa d'això, en l'Odissea, el vaixell queda colpejat per un raig, matant a tots, excepte a ell. A la pel·lícula, Jorge Nelson és enviat a la cadira elèctrica per ser executat en ella. Durant l'execució, algú condueix un cotxe amb una vaca.
- En la continuïtat del viatge, Pete, fa anar a un riu, on hi ha tres dones cantant molt sensuals i provocatives. Aquestes poden ser comparades amb les Sirenes de l'Odissea.
- Després, la suposada transformació de Pete en una granota. Pot fer referència a les transformacions que feia, Círce als homes en porcs.
- Troben a Dan Teague Gran, en el qual hi ha semblança amb el cíclop Polifem.
- Everett ha d'entrar al sopar de campanya política, disfressat per evitar que el reconeguin, Odisseu, va haver de fer el mateix, disfressat de captaire per entrar al seu propi palau.